# 土浦北インターチェンジ
土浦北インターチェンジ（つちうらきたインターチェンジ）は、茨城県土浦市並木にある、常磐自動車道のインターチェンジ。

## 歴史
- 1982年（昭和57年）3月30日：谷田部IC - 千代田石岡IC間開通に伴い、供用開始[1]。

## 周辺
- つくば国際大学
- つくば国際短期大学

## 道路
- E6 常磐自動車道（6番）

## 接続する道路
- 直接接続
  - 国道125号

## 料金所
- ブース数：8

### 入口
- ブース数：3
  - ETC専用：1
  - ETC・一般：1
  - 一般：1

### 出口
- ブース数：5
  - ETC専用：2
  - ETC・一般：1
  - 一般：2

## 隣
E6 常磐自動車道
(5)桜土浦IC - (6)土浦北IC - 千代田PA/SIC（SICは事業中） - (7)千代田石岡IC